# Superpuchar Francji w piłce siatkowej mężczyzn (2022)
Superpuchar Francji w piłce siatkowej mężczyzn 2022 (oficjalnie Supercoupe de France masculine de volley-ball 2022) – 11. edycja rozgrywek o Superpuchar Francji rozegrana 24 września 2022 roku w hali sportowej Palestra w Chaumont. W meczu o Superpuchar udział wzięły dwa kluby: mistrz Francji w sezonie 2021/2022 – Montpellier HSC VB oraz zdobywca Pucharu Francji w tym sezonie – Chaumont VB 52 Haute-Marne.
Po raz pierwszy zdobywcą Superpucharu Francji został klub Montpellier HSC VB.
MVP spotkania wybrany został Théo Faure.

## Drużyny uczestniczące
| Drużyna                    | Osiągnięcia w sezonie 2021/2022 |
| -------------------------- | ------------------------------- |
| Montpellier HSC VB         | mistrzostwo Francji             |
| Chaumont VB 52 Haute-Marne | zdobycie Pucharu Francji        |

## Mecz
Sobota, 24 września 2022 – 20:00 (UTC+02:00) • Palestra, Chaumont
Widzów: 1597
Czas trwania meczu: 123 minuty
Sędziowie: Ehsan Rejaeyan i Christophe Lecourt
| Chaumont VB 52 Haute-Marne | 1:3                                 | Montpellier HSC VB       |
| Patrik Indra 13 pkt        | (19:25, 25:23, 21:25, 28:30) raport | Ezequiel Palacios 25 pkt |

| Poz.                 | Nr | Zawodnik           | 1          | 2        | 3           | 4          | 5 | Pkt |
| -------------------- | -- | ------------------ | ---------- | -------- | ----------- | ---------- | - | --- |
| P                    | 3  | Jan Galabov        | 9 sześć    | 7 cztery | 7 cztery    | 7 cztery   |   | 10  |
| R                    | 6  | Raphaël Corre      | 5 dwa      | 9 sześć  | 9 sześć     | 9 sześć    |   | 2   |
| Ś                    | 8  | Fabian Plak        | 7 cztery   | 5 dwa    | 5 dwa       | 5 dwa      |   | 12  |
| A                    | 9  | Pierre Toledo      | 8 pięć     |          |             | 4 pusty    |   | 2   |
| P                    | 10 | Adrian Aciobăniței | 6 trzy     | 4 jeden  | 4 jeden     | 12 zmiana3 |   | 7   |
| Ś                    | 15 | Patrick Gasman     | 4 jeden    | 8 pięć   | 8 pięć      | 8 pięć     |   | 12  |
| L                    | 17 | Thales Hoss        | L          | L        | L           | L          |   |     |
| Zmiany               |    |                    |            |          |             |            |   |     |
| A                    | 12 | Patrik Indra       | 15 zmiana6 | 6 trzy   | 6 trzy      | 6 trzy     |   | 13  |
| R                    | 14 | Cédric Da Silva    | 18 zmiana9 |          |             | 4 pusty    |   | 1   |
| P                    | 18 | Nathan Wounembaina |            |          | 19 zmiana10 | 4 jeden    |   | 2   |
| Nie weszli na boisko |    |                    |            |          |             |            |   |     |
| P                    | 2  | Gilles Lomba       |            |          |             | 4 pusty    |   |     |
| Ś                    | 5  | Michael Marshman   |            |          |             | 4 pusty    |   |     |
| L                    | 7  | Pierre Bouleau     |            |          |             | 4 pusty    |   |     |
| Trener               |    |                    |            |          |             |            |   |     |
| Silvano Prandi       |    |                    |            |          |             |            |   |     |

| Poz.                 | Nr | Zawodnik            | 1        | 2        | 3          | 4          | 5 | Pkt |
| -------------------- | -- | ------------------- | -------- | -------- | ---------- | ---------- | - | --- |
| P                    | 4  | Leonardo Nascimento | 7 cztery | 7 cztery | 7 cztery   | 7 cztery   |   | 13  |
| Ś                    | 5  | Renan Michelucci    | 8 pięć   | 8 pięć   | 8 pięć     | 8 pięć     |   | 9   |
| Ś                    | 6  | Danny Demyanenko    | 5 dwa    | 5 dwa    | 5 dwa      | 5 dwa      |   | 6   |
| R                    | 7  | Thiago Veloso       | 9 sześć  | 9 sześć  | 9 sześć    | 9 sześć    |   | 1   |
| A                    | 11 | Théo Faure          | 6 trzy   | 6 trzy   | 6 trzy     | 6 trzy     |   | 15  |
| P                    | 13 | Ezequiel Palacios   | 4 jeden  | 4 jeden  | 4 jeden    | 4 jeden    |   | 25  |
| L                    | 19 | Sebastián Closter   | L        | L        | L          | L          |   |     |
| Zmiany               |    |                     |          |          |            |            |   |     |
| A                    | 8  | Piele Halagahu      |          |          |            | 16 zmiana7 |   |     |
| Ś                    | 14 | Nicolas Le Goff     |          |          | 15 zmiana6 | 15 zmiana6 |   |     |
| Nie weszli na boisko |    |                     |          |          |            |            |   |     |
| L                    | 2  | Matthieu Vol        |          |          |            | 4 pusty    |   |     |
| P                    | 9  | Marin Dukic         |          |          |            | 4 pusty    |   |     |
| R                    | 12 | Pépin Rajoharivelo  |          |          |            | 4 pusty    |   |     |
| P                    | 20 | Julien Lecat        |          |          |            | 4 pusty    |   |     |
| Trener               |    |                     |          |          |            |            |   |     |
| Olivier Lecat        |    |                     |          |          |            |            |   |     |

## Statystyki meczowe
| CHA | STATYSTYKI        | MON |
| 103 | MAŁE PUNKTY       | 93  |
| 50  | ATAK              | 56  |
| 5   | BLOK              | 8   |
| 6   | SERWIS            | 5   |
| 32  | BŁĘDY PRZECIWNIKA | 34  |

## Wyjściowe ustawienie drużyn
| Gasman Corre Aciobăniţei Plak Toledo Galabov Thales Palacios Demyanenko Faure Leonardo Renan Thiago Closter |